# 藤原媓子
藤原媓子947年（天曆元年）－979年（天元2年）是第64代圓融天皇的中宮，關白藤原兼通之女。世稱「堀河中宮」。

## 略歷
天延元年入宮為女御，七月立為中宮。天元二年六月，崩於堀河院，年三十三。

## 來源
【大日本史卷之七十九 列傳第六 后妃六 （页面存档备份，存于）】